# Triangelns Station
 Ikke at forveksle med Trianglen Station.
Triangelns Station er en underjordisk jernbanestation i det centrale Malmø under indkøbscenteret Triangeln. Stationen blev indviet 12. december 2010. Ved åbningen forventedes det, at stationen dagligt ville blive benyttet af ca. 37.000 rejsende. I 2016 var antallet af rejsende på hverdage i gennemsnit 22.809, en stigning fra 15.447 rejsende på hverdage i 2011
Stationen er en del af Citytunneln og betjenes af Øresundsbanen til København beliggende mellem Malmö C og Hyllie Station, som åbnedes samtidig. Stationen benyttes desuden af Skånes lokaltog, Pågatåg. Stationen er med sin centrale beliggenhed i Malmø medvirkende til at aflaste Malmö C.
Stationen er en af et mindre antal stationer i Skåne, hvor man kan bruge det danske Rejsekort.